# Spader (spel)
Spader var ett spel som anordnas av Penninglotteriet och senare Svenska Spel vars dragning sändes i TV4 från Visby. Varje dag man körde spelet drogs ur en Fransk-engelsk kortlek, ett kort  från varje svit. Korten drogs genom fyra spelhjul, ett hjul för varje svit. Sedan ändrades reglerna, 5 kort av de totalt 52 korten dras från en kortlek med papperskort. Ju fler rätt som spelaren hade desto högre vinstsumma fick spelarna som vann. 
Den första dragningen ägde rum den 19 augusti 1991, den 31 mars 1992 började man även dra Keno i samma TV-program. Den sista dragningen ägde rum den 1 februari 1997.